# Garrulaxe de Malaisie
Trochalopteron peninsulae
Espèce
Synonymes
- Garrulax erythrocephalus peninsulae (Sharpe, 1887)[1]
- Garrulax peninsulae (Sharpe, 1887)[1]
- Trochalopterum peninsulæ (misspelling)[1]

Statut de conservation UICN

 LC  : Préoccupation mineure
Le Garrulaxe de Malaisie (Trochalopteron peninsulae) est une espèce d'oiseaux de la famille des Leiothrichidae.

## Systématique
L'espèce Trochalopteron peninsulae a été décrite pour la première fois en 1887 par l'ornithologue britannique Richard Bowdler Sharpe (1847-1909).

## Répartition
Son aire dissoute s'étend à travers le centre de la péninsule Malaise.